# Furcraea selloa
Furcraea selloa är en sparrisväxtart som beskrevs av Karl Heinrich Koch. Furcraea selloa ingår i släktet Furcraea och familjen sparrisväxter. Inga underarter finns listade i Catalogue of Life.

## Bildgalleri

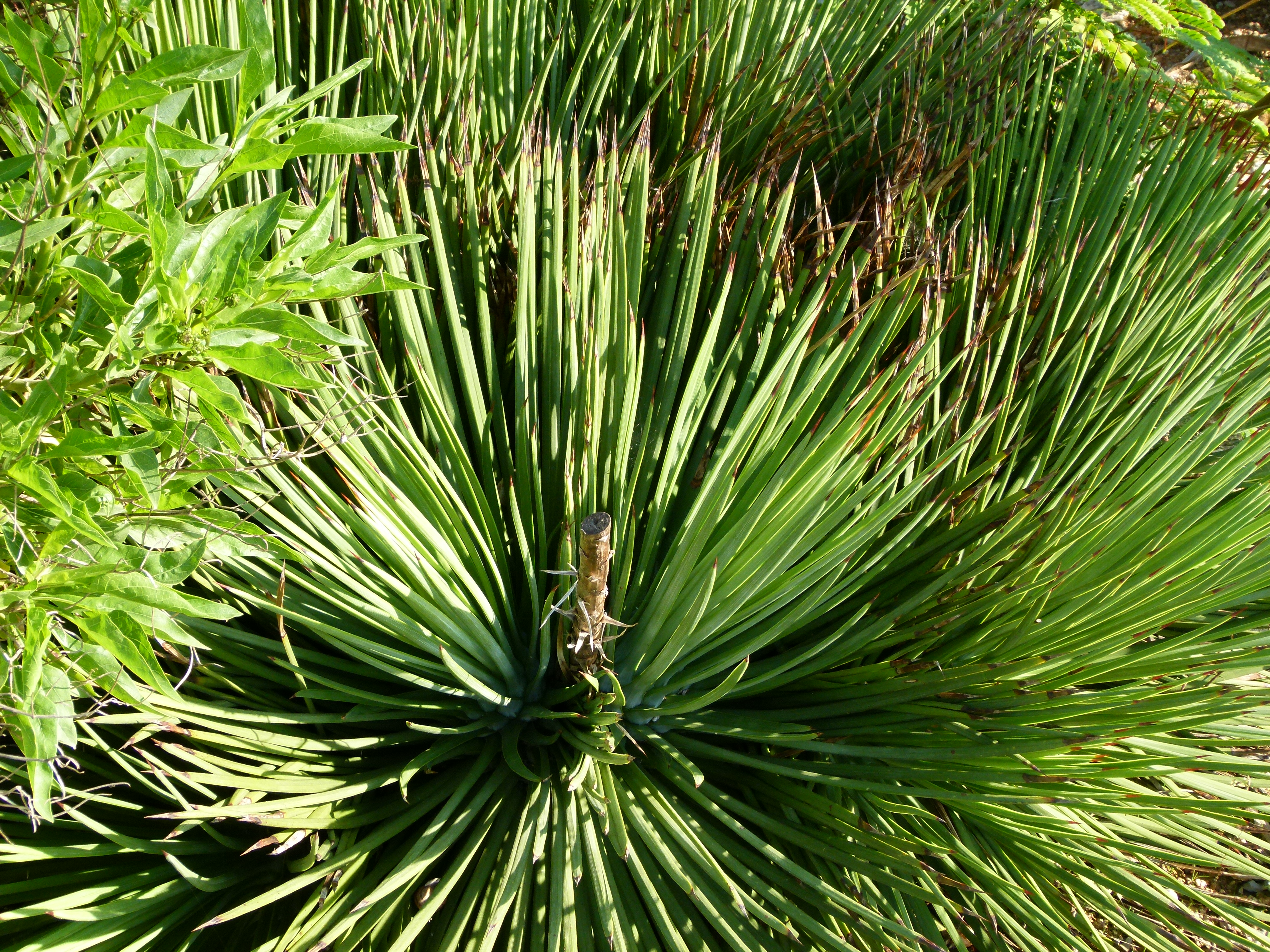
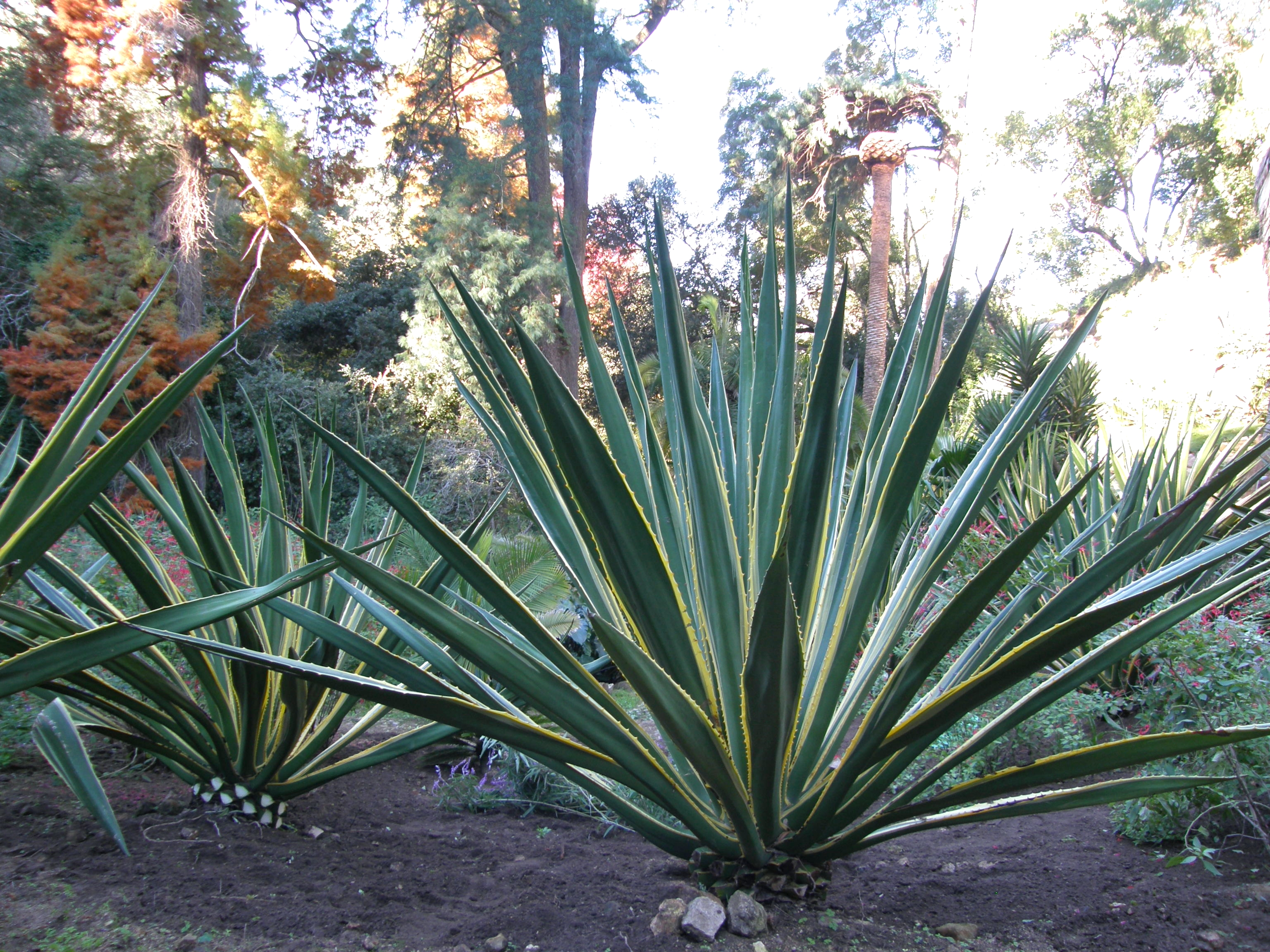
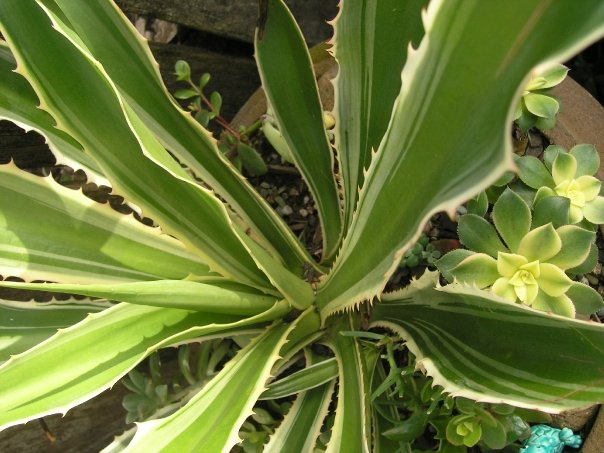